# Lorina Bulwer
Lorina Bulwer (Beccles, 1838 - 5 de marzo de 1912) fue una costurera británica que creó varias piezas de costura que se pueden encontrar en el Museo del Castillo de Norwich. Los bordados son prolijas muestras expresionistas que documentan su ira e indignación durante ese momento de su vida.

## Biografía
Nació en 1838 en un pequeño pueblo de Beccles ubicado en Suffolk. Sus padres fueron William John Bulwer y Ann Bulwer (nacida Turner). Antes de 1861 su familia se mudó a Great Yarmouth. Su padre murió en 1871. Bulewr trabajó en una casa de huéspedes hasta que su madre murió en 1893. Se cree que su hermano Edgar la colocó en un asilo en Great Yarmouth poco después y él habría pagado para dejarla allí. Había 500 personas internas, incluidas unas 60, como Lorina, que tenían trastornos mentales. Tenían que recoger estopa durante unas 10 horas al día.
Bordó largos mensajes que pueden leerse como cartas de protesta o indignación. El material es algodón y ha sido bordado con lanas de diferentes colores. Una de las cartas mide 3,6 metros de largo y otra mide 4,3 metros. La muestra subastada por Christie's en 2002 y ahora en manos del Museo del Castillo de Norwich mide 4,8 m. El texto está todo en mayúsculas y carece de puntuación.
En el texto intenta conectar a su familia con los Bulwer-Lytton de Knebworth House o la familia real o la familia Bulwer de Heydon Hall. Algunas de las partes de su mensaje se pueden verificar ya que se refieren a personas reales. En otros puntos habla de fantasías de estar emparentada con la familia real. En otras ocasiones, insinúa que fue abusada sexualmente:

"EXTRAÑO A LORINA BULWER FUE EXAMINADA POR EL DR. PINCHING DE WALTHAMSTOW ESSEX Y ENCONTRÓ QUE ERA UNA MUJER CON LA FORMA CORRECTA".

El Dr. Richard Lloyd Pinching de Walthamstow, Essex, estuvo implicado en el abuso sexual de una niña de catorce años a principios de 1859, en lo que entonces se llamó el "Escándalo de Walthamstow".
Bulwer murió de gripe el 5 de marzo de 1912, y fue enterrada cerca de la casa de trabajo en el cementerio de Caister.

## Legado

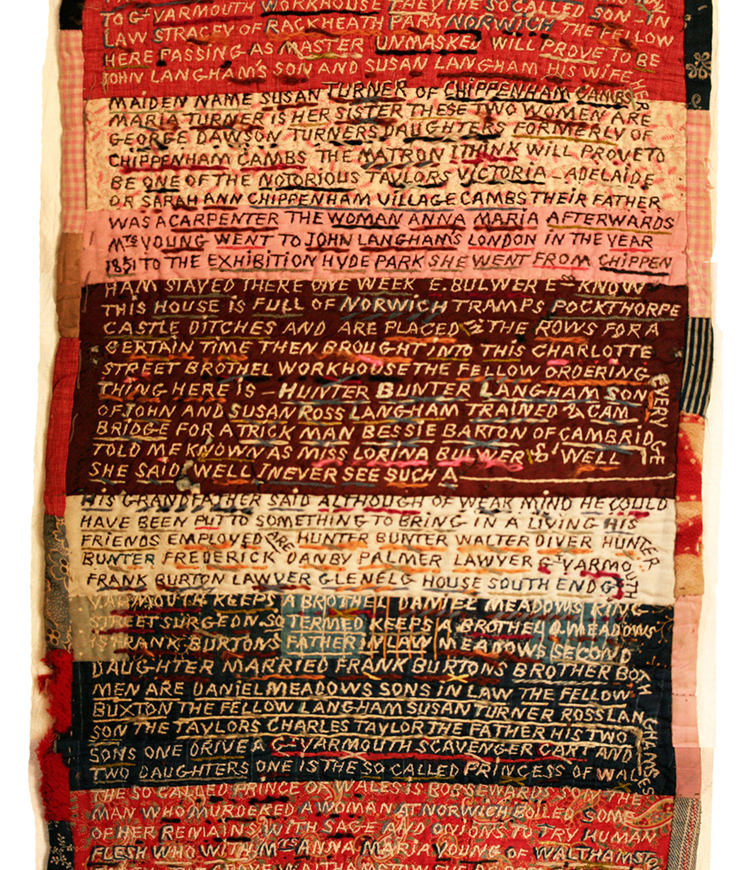
El texto está todo en mayúsculas y carece de puntuación.

Sus bordados pasaron a ser de propiedad privada y estuvieron a la venta en el mercado local. Uno de sus bordados se vendió en 2002 por poco más de 1800 libras cuando se pensó que Rosina Bulwer Lytton podría haberlo hecho sobre su esposo. Sus obras se encuentran ahora en el Museo del Castillo de Norwich, donde se refieren a su trabajo como "Lorina". El museo compró la primera parte de su costura en 2004. Más tarde se descubrió que había un bordado similar de Bulwer en el Museo Thackray realizado dos años después que el primero. Fue posible fechar los bordados ya que Bulwer hizo referencias a hechos reales como la muerte de un compañero del internado.
Inicialmente se pensó que el Dr. Pinching of Walthamstow al que se hace referencia en los bordados era imposible de rastrear, pero su historia finalmente fue descubierta en 2015 por la genealogista Penelope Hemingway.
La costura de Bulwer se discutió durante la serie 36 de Antiques Roadshow y luego se presentó en un programa llamado Antiques Roadshow Detective. Lorina y su artesanía con agujas fue el tema principal de un programa de la BBC que investigó la historia detrás de los textiles y de la artista que los creó.
Se descubrió una tercera muestra de Bulwer donde había sido abandonada en un ático en el condado de Durham. La pieza más grande encontrada tenía dos metros de largo y cuando se descubrió se identificó muy rápidamente mediante una búsqueda en Internet de "Lorina Bulwer". Esta búsqueda reveló toda la publicidad que rodeó el redescubrimiento de las dos primeras letras/muestras. Los descubridores se pusieron en contacto con el museo de Norwich y se obtuvo financiación para llevar este trabajo también a la colección donde se exhibió en 2014 en Great Yarmouth.
Otros ejemplos de arte similar son el abrigo de Agnes Richter y el abrigo de Myrellen. En 2022, Red Herring Press, con sede en Great Yarmouth, donde vivía Lorina Bulwer, publicó un folleto sobre su vida y el legado de sus bordados.